# (20793) Goldinaaron
(20793) Goldinaaron (2000 SF118) – planetoida z pasa głównego asteroid okrążająca Słońce w ciągu 4,25 lat w średniej odległości 2,62 j.a. Odkryta 24 września 2000 roku.